# Hold on to what you've got
Hold on to what you’ve got is een single van Bill & Buster. Het duo kwam nooit aan een album toe.
Bill & Buster waren deels afkomstig uit Unit 4 + 2. Buster stond voor Buster Meikle. Bill stond voor Billy Moeller, de broer van Tommy Moeller. Meikle en Tommy Moeller kwamen uit Unit 4 + 2. Hold on to what you’ve got was de enige succesvolle single van de heren in Nederland (België geen hits). Het lied gaat over de idealistische jaren zestig. Men wilde (in de ogen van de artiesten) te veel vernieuwen; zij promootten "Behoud het goede en verbeter waar nodig".
Het plaatje sloeg nergens aan behalve in Nederland (op bescheiden schaal) en Frankrijk (2 weken nummer 1). Zelfs een versie in het Duits Hol’ dir dein Sonnenschein redde het niet daar.

## Hitnotering

### Nederlandse Top 40
| Positie: | 40 | 25 | 29 | 40 | uit |

### NederlandseHilversum 3 Top 30
| Positie: | 28 | 27 | 30 | uit |

### NPO Radio 2 Top 2000
| Nummer met noteringen in de NPO Radio 2 Top 2000 | '00  | '01  |
| ------------------------------------------------ | ---- | ---- |
| Hold On to What You've Got                       | 1886 | 1891 |

1. ↑  Een vetgedrukt getal geeft de hoogste notering aan.
2. ↑  2000 was het eerste jaar met een notering voor dit nummer.
3. ↑  Deze tabel is bijgewerkt tot en met de laatst bekende editie (2024).